# Haggis

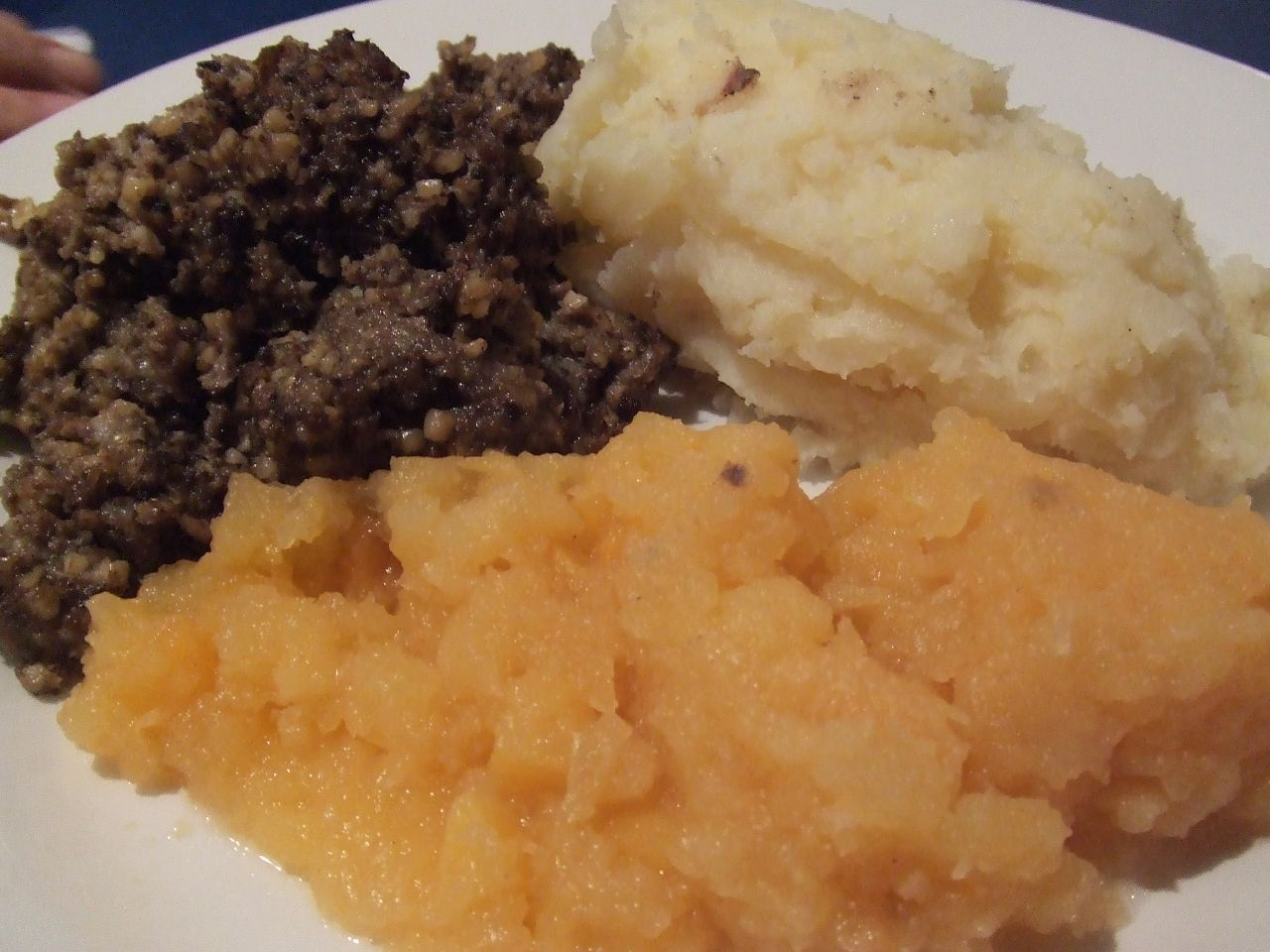
Một suất haggis, neeps và tatties

Haggis là món ăn làm từ nội tạng loài cừu (tim, gan và phổi), băm nhỏ với hành tây, bột yến mạch, mỡ ở thận cừu, gia vị, muối, trộn với nhau và theo truyền thống, nhồi trong dạ dày của cừu và luộc trong khoảng ba tiếng đồng hồ. Món Haggis thương mại hiện đại nhất được chuẩn bị trong một vỏ bọc chứ không phải là một dạ dày thật.
Là một loại dồi (pudding) mặn, năm 2001 phiên bản tiếng Anh của Larousse Gastronomique gọi món này là "Mặc dù mô tả thành phần món ăn không phải là ngay lập tức hấp dẫn, Haggis có một kết cấu hấp dẫn tuyệt vời và hương vị thơm ngon".
Haggis là một món ăn truyền thống Scotland được nhớ đến như là món ăn quốc gia của Scotland trong bài thơ Address to a Haggis của Robert Burns năm 1787:
Gương mặt vui tươi, chân thành của bạn đẹp làm sao
Tộc trưởng của họ nhà bánh pudding
Bạn chiếm vị thế trên tất cả ấy
Bạn xứng đáng với sự vẻ vang này"
Haggis theo truyền thống được ăn cùng với cải củ Thụy Điển (neep) và khoai tây nghiền (tatty) cùng một dram rượu whisky trong bữa ăn khuya theo phong cách Burns.